# Burgemeester van Sonsbeeckpark

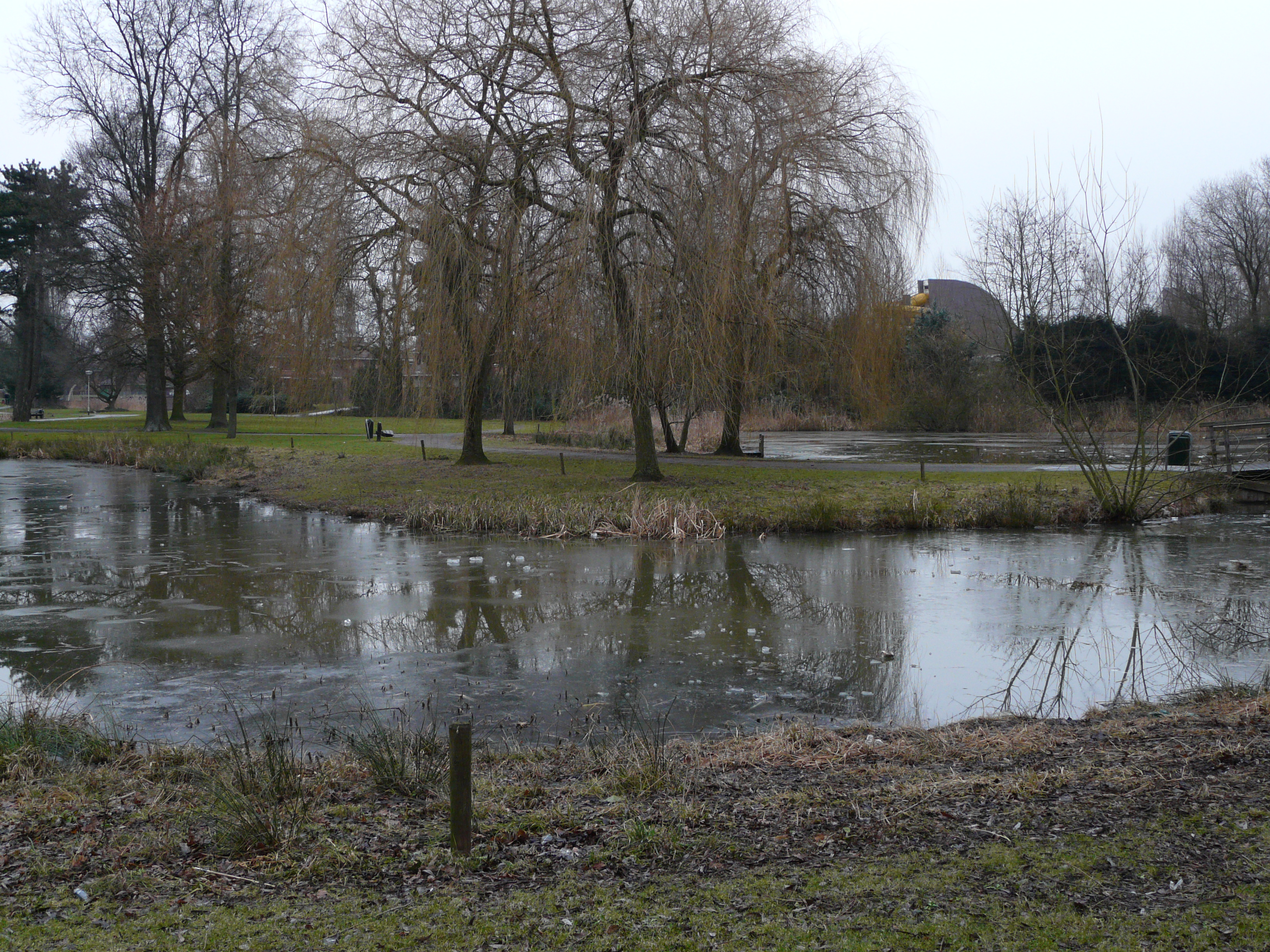
Burgemeester van Sonsbeeckpark

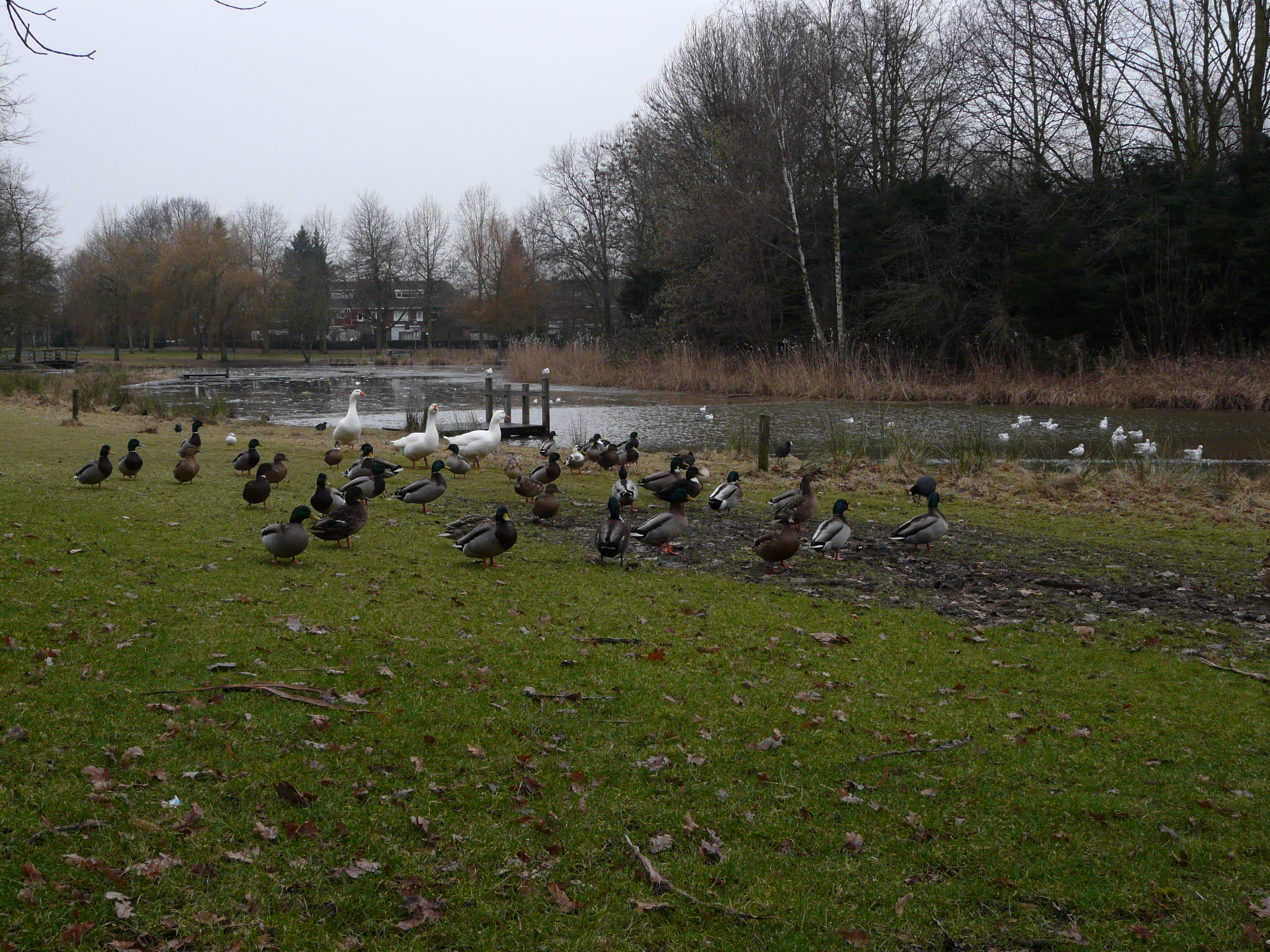

Het Burgemeester van Sonsbeeckpark is een stadspark in de wijk Boeimeer in de Nederlandse stad Breda. Het park ligt dicht bij de binnenstad.
Het park was tot 1929 eigendom van het Oude Mannenhuis (Gasthuis). P.A.H. Hornix, directeur Openbare Werken, kwam met een ontwerp voor een sportterrein met een park eromheen met daarin een zwembad, voetbalterrein, sintelbaan en tennisbaan. Het park is aangelegd in 1934 door burgemeester Willem van Sonsbeeck waar ook het park naar vernoemd is. In het park staat een standbeeld van hem.
Tegenwoordig is er nog een grote waterpartij en wandelpaden in het park. Ook is er het Van Sonsbeeckzwembad gevestigd. Om het park zijn woningen.

## Galerij

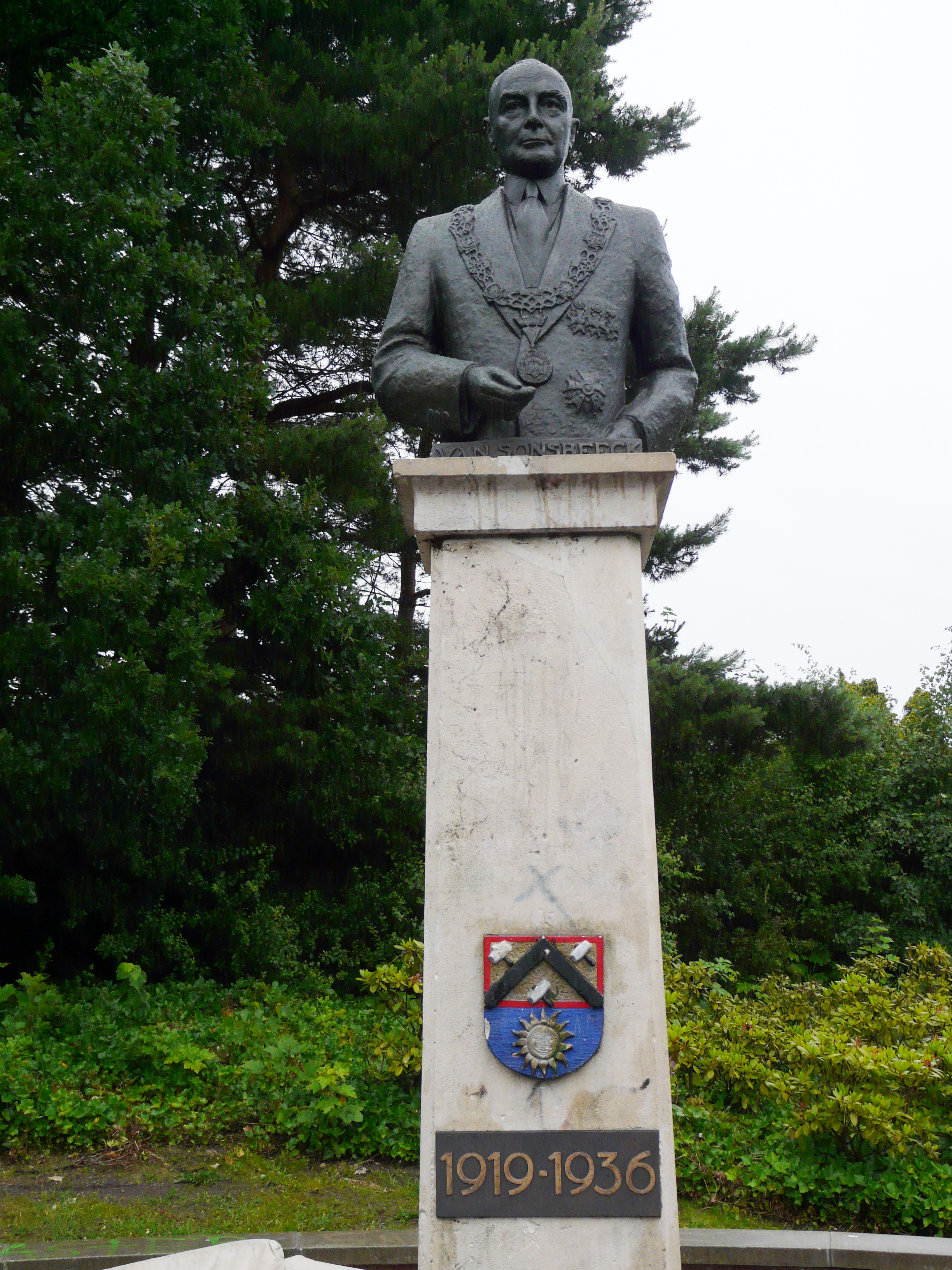
Standbeeld burgemeester van Sonsbeeck
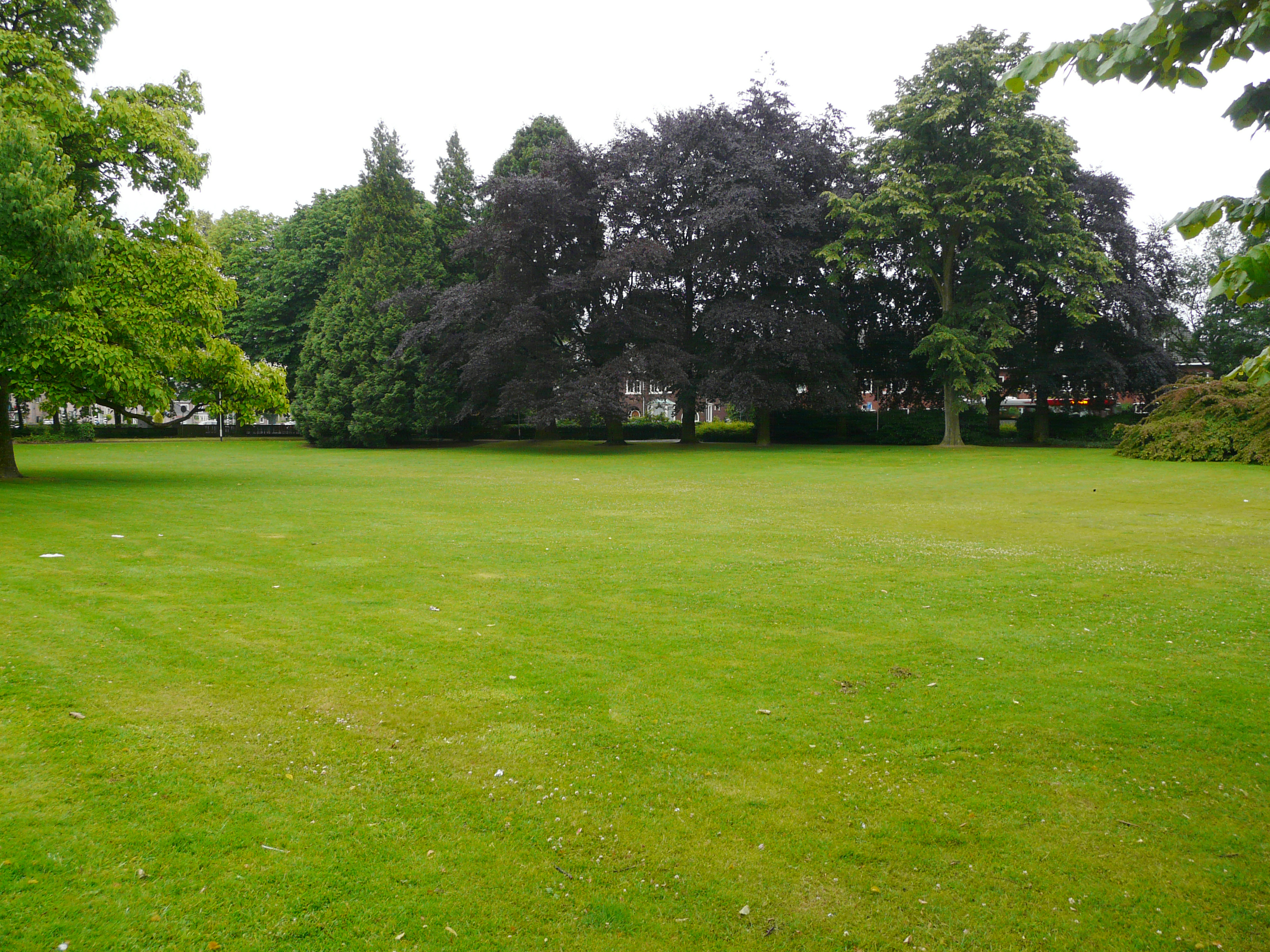
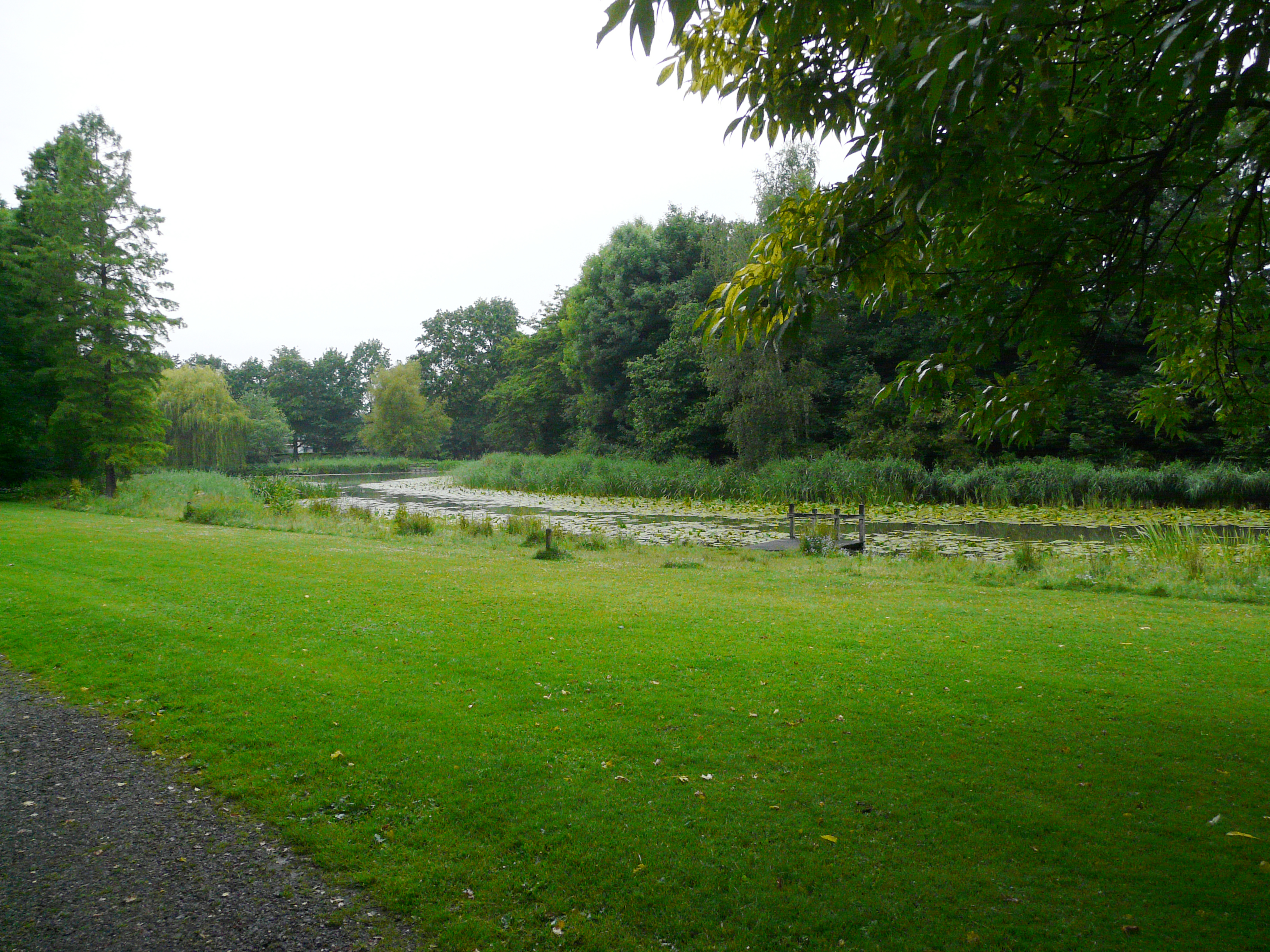
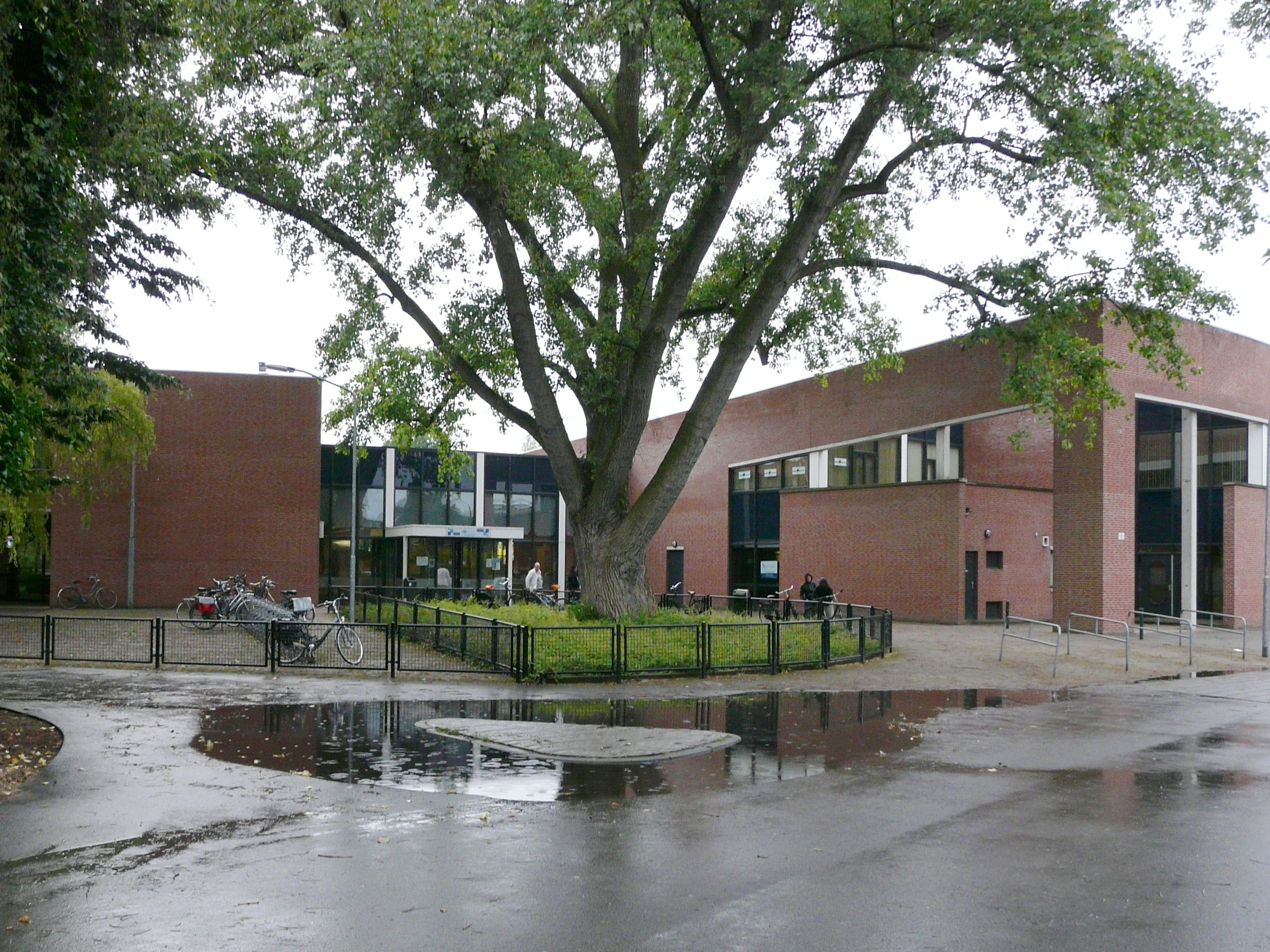
Van Sonsbeeckzwembad